# Gižigský záliv
Gižigský záliv (rusky Гижигинская губа) je vnitřní část Šelichovova zálivu při severovýchodním pobřeží Ochotského moře. Vniká do asijské pevniny západně od poloostrova Tajgonos v délce 143 km (podle jiných zdrojů je to 148 km).

## Geografie
Šířka zálivu při vchodu je 260 km, v severní části je široký 30 až 40 km. Poloostrov Tajgonos Gižigský záliv odděluje od Penžinské zátoky. Pobřeží zálivu je strmé a skalnaté, neexistuje zde žádné bezpečné kotviště.
Záliv je většinu roku pokrytý ledem. Výška přílivu je 9,6 m. Maximální hloubku v zálivu je 88 metrů.
Do zálivu ústí řeky Gižiga, Avekova a Velká Čajbucha.

## Historie
Americké velrybářské lodě od 60. let 19. století do roku 1900 lovily velryby grónské a plejtvákovce. Někteří z velrybářů obchodovali s domorodci na pobřeží.